# Alexandre Farnésio (general)
Alexandre Farnésio (em italiano Alessandro di Odoardo Farnese) (10 de Janeiro de 1635 – 18 de Fevereiro de 1689) foi um príncipe da Casa Farnésio e dirigente militar italiano, que foi Governados dos Países Baixos Espanhóis de 1678 a 1682.  
Não deverá ser confundido com o seu bisavô Alexandre Farnésio que, além de Duque de Parma e Piacenza e de Duque de Castro, também foi Governador dos Países Baixos espanhóis (Séc XVI). Este Alexandre é muitas vezes referido como Alessandro di Odoardo (filho de Eduardo).
O título nobiliárquico de Alexandre era de Príncipe de Parma, dado que o seu irmão mais velho, Ranuccio II Farnésio, sucedeu no trono como sexto duque soberano de Parma e Piacenza, 

## Biografia
Nasceu em Parma, sendo o segundo filho de Eduardo I Farnésio, quinto duque de Parma, e de Margarida de Médicis (Margherita de Medici).
Foi general do exército de Veneza, lutando contra os Turcos ingressando, mais tarde, na marinha espanhola.
Foi nomeado Governador dos Países Baixos Meridionais, após a Guerra Franco-Holandesa que, basicamente, foi travada no território que administrava apesar da Espanha não ter participado.
Alexandre morreu em Madrid em 1689.

## Família
Teve quatro filhos da sua amante Maria Lao y Carillo:
- Alexandre Eduardo (Alessandro Odoardo) (Badajoz, 12 de Abril de 1663 – Cacéres, 21 de Maio de 1666);
- Alexandre Maria (Alessandro Maria) (Badajoz, 30 de Outubro de 1664 – 28 de Setembro de 1726), Coronel do exército espanhol;
- Margarida (Margherita) (Badajoz, 5 de Junho de 1665 – Parma, Novembro de 1718), freira;
- Isabel (Isabella) (Badajoz, 19 Setembro de 1666 – Parma, 27 de Dezembro de 1741), freira.